# Japanische Makrele
Die Japanische Makrele (Scomber japonicus, Syn.: Pneumatophorus japonicus) ist eine Art der Makrelen und Thunfische mit ähnlicher wirtschaftlicher Bedeutung wie die gewöhnliche Makrele. Früher wurde die Thunmakrele (Scomber colias) als Pneumatophorus japonicus colias als Unterart der Japanischen Makrele angesehen, wird aber heute als eigene Art anerkannt.

## Beschreibung
Die Japanische Makrele hat einen torpedoförmigen Körper, welcher nicht so schlank wie der der anderen Scomber-Arten ist. Sie erreicht eine Höchstlänge von 50 Zentimetern, wird aber gewöhnlich nur 30 Zentimeter lang. Der Bauch ist stärker gewölbt als der Rücken. Die erste Rückenflosse besteht aus neun bis zehn Hartstrahlen, wovon der dritte der längste Strahl ist. Erste und zweite Rückenflosse sind deutlich voneinander getrennt und können in eine Rinne gelegt werden, um den Wasserwiderstand zu verringern. Der Ansatz der Afterflosse liegt auf der unteren Körperseite knapp hinter dem der zweiten Rückenflosse. Beide sind konkav. Erstere besteht aus einem Hartstrahl und 12 bis 14 Weichstrahlen, letztere aus 9 bis 11 Weichstrahlen. Die Schwanzflosse ist tief gegabelt und homocerk. Oben und unten zwischen Rücken- bzw. Afterflosse und Schwanzflosse befinden sich fünf Flössel. Die spitz zulaufenden Brustflossen liegen recht weit oben hinter den Kiemendeckeln. Die Bauchflossen, die unter den Brustflossen ansetzen, sind brustständig. Die Kiemendeckel enden gerade. Das Maul ist endständig und mit vielen kleinen Zähnen besetzt, die Schnauze spitz. Wie auch bei den anderen Arten der Gattung Scomber liegen vor den großen Augen Fettlider. Der Rücken ist metallisch blau und bis deutlich unter die Seitenlinie mit dunklen, vertikal angeordneten Wellenlinien gezeichnet. Flanken und Bauch sind weiß. Der Körper ist mit winzigen Schuppen bedeckt. Die Japanische Makrele besitzt insgesamt 31 Wirbel und außerdem eine Schwimmblase.

## Verbreitung, Lebensraum und Biologie
Die Japanische Makrele ist in den warmen und gemäßigten Zonen des Pazifiks und des Indischen Ozeans zu finden. Sie hält sich eher in den Küstenbereichen auf, selten auch im Mesopelagial. Jungfische halten sich nah an der Küste auf.
Diese Makrelenart ist ein Schwarmfisch, der ab einer Größe von etwa drei Zentimetern große, enge Gruppen bildet. Gelegentlich bildet sie Schwärme in Gemeinschaft mit dem Scombriden Sarda chiliensis, der Stachelmakrele Trachurus symmetricus oder dem Heringsartigen Sardinops sagax. Einige Populationen unternehmen jahreszeitliche Wanderungen. Die nördliche Populationen zieht zur Überwinterung in südlichere Gebiete und im Sommer wieder zurück, bei den südlichen ist es umgekehrt. Tags halten sich ausgewachsene Exemplare am Boden auf schwimmen nachts in höheren Wasserschichten.
Japanische Makrelen ernähren sich von planktonischen Krebstieren wie Copepoden, aber auch von kleinen Fischen und Kopffüßern. Zu ihren natürlichen Feinden zählen diverse Raubfische wie Haie und Thunfische, aber auch Meeressäuger und Seevögel.
Japanische Makrelen geben beim Laichgeschäft die Eier in mehreren Stößen ab. Insgesamt können sie dabei 100.000 bis 400.000 Eier legen. Eier und Larven sind pelagisch.

## Bedeutung
Kommerziell ist diese Makrelenart (besonders in Japan) ähnlich bedeutend wie die gewöhnliche Makrele. Sie wird kommerziell befischt, in Japan in Aquakultur gezüchtet und auf unterschiedlichste Art und Weise zubereitet. Außerdem spielt sie eine gewisse Rolle in der traditionellen chinesischen Medizin. Sie gilt als nicht gefährdet.